# Andy McDonald
Andy McDonald (né le 25 août 1977 à Strathroy en Ontario au Canada) est un joueur professionnel de hockey sur glace.

## Carrière en club
En 1996, il joue dans le championnat universitaire au sein de l'équipe de l'université Colgate et il y reste pendant quatre saisons. En 1998-1999, il est sélectionné dans la seconde équipe type de la division et l'année suivante, il remporte le titre de meilleur joueur de la saison de la division. En 2009, il est intronisé au panthéon des sports de l'université Colgate.
Il signe avec les Mighty Ducks d'Anaheim de la Ligue nationale de hockey en 2000 et inscrit son premier but en décembre contre les Kings de Los Angeles. Néanmoins, il joue la majeure partie de la saison dans la Ligue américaine de hockey avec les Mighty Ducks de Cincinnati, affiliés à la franchise d'Anaheim.
Des problèmes de santé l'écartent des patinoires, ne jouant qu'une quarantaine de matchs maximum pendant trois ans. En 2003-2004, il joue sa première saison presque entière et inscrit 30 points.
Lors du lock-out 2004-2005 de la LNH, il joue avec Marco Sturm, Jamie Langenbrunner et Aaron Ward dans la division Élite d'Allemagne avec l'équipe de l'ERC Ingolstadt.
Pour le 55e Match des étoiles, il est convoqué à la suite du désistement de Henrik Zetterberg Finalement, il finit le patineur le plus rapide du concours d'habiletés, réalisant le tour de la patinoire en 14,03 secondes. Au cours des séries éliminatoires qui vont suivre, il va aider l'équipe 2006-2007 des Ducks à atteindre la finale de la Coupe Stanley et à la gagner en battant les Sénateurs d'Ottawa.
Le 14 décembre 2007, les Ducks le cèdent aux Blues de Saint-Louis en retour de Doug Weight.
Le 6 juin 2013, il prend sa retraite après 11 saisons dans la LNH en raison des commotions cérébrales qu'il a subi au cours de sa carrière.

## Statistiques
| Saison     | Équipe                     | Ligue      |     | Saison régulière | Saison régulière | Saison régulière | Saison régulière | Saison régulière |    | Séries éliminatoires | Séries éliminatoires | Séries éliminatoires | Séries éliminatoires | Séries éliminatoires |
| Saison     | Équipe                     | Ligue      | PJ  | B                | A                | Pts              | Pun              | PJ               | B  | A                    | Pts                  | Pun                  |                      |                      |
| 1996-1997  | Raiders de Colgate         | NCAA       | 33  | 9                | 10               | 19               | 16               | -                | -  | -                    | -                    | -                    |                      |                      |
| 1997-1998  | Raiders de Colgate         | NCAA       | 35  | 13               | 19               | 32               | 26               | -                | -  | -                    | -                    | -                    |                      |                      |
| 1998-1999  | Raiders de Colgate         | NCAA       | 35  | 20               | 26               | 46               | 42               | -                | -  | -                    | -                    | -                    |                      |                      |
| 1999-2000  | Raiders de Colgate         | NCAA       | 34  | 25               | 33               | 58               | 49               | -                | -  | -                    | -                    | -                    |                      |                      |
| 2000-2001  | Mighty Ducks de Cincinnati | LAH        | 46  | 15               | 25               | 40               | 21               | 3                | 0  | 1                    | 1                    | 2                    |                      |                      |
| 2000-2001  | Mighty Ducks d'Anaheim     | LNH        | 16  | 1                | 0                | 1                | 6                | -                | -  | -                    | -                    | -                    |                      |                      |
| 2001-2002  | Mighty Ducks de Cincinnati | LAH        | 21  | 7                | 25               | 32               | 6                | -                | -  | -                    | -                    | -                    |                      |                      |
| 2001-2002  | Mighty Ducks d'Anaheim     | LNH        | 53  | 7                | 21               | 28               | 10               | -                | -  | -                    | -                    | -                    |                      |                      |
| 2002-2003  | Mighty Ducks d'Anaheim     | LNH        | 46  | 10               | 11               | 21               | 14               | -                | -  | -                    | -                    | -                    |                      |                      |
| 2003-2004  | Mighty Ducks d'Anaheim     | LNH        | 79  | 9                | 21               | 30               | 24               | -                | -  | -                    | -                    | -                    |                      |                      |
| 2004-2005  | ERC Ingolstadt             | DEL        | 36  | 13               | 17               | 30               | 26               | 10               | 5  | 2                    | 7                    | 35                   |                      |                      |
| 2005-2006  | Mighty Ducks d'Anaheim     | LNH        | 82  | 34               | 51               | 85               | 32               | 16               | 2  | 7                    | 9                    | 10                   |                      |                      |
| 2006-2007  | Ducks d'Anaheim            | LNH        | 82  | 27               | 51               | 78               | 46               | 21               | 10 | 4                    | 14                   | 10                   |                      |                      |
| 2007-2008  | Ducks d'Anaheim            | LNH        | 33  | 4                | 12               | 16               | 30               | -                | -  | -                    | -                    | -                    |                      |                      |
| 2007-2008  | Blues de Saint-Louis       | LNH        | 49  | 14               | 22               | 36               | 32               | -                | -  | -                    | -                    | -                    |                      |                      |
| 2008-2009  | Blues de Saint-Louis       | LNH        | 46  | 15               | 29               | 44               | 24               | 4                | 1  | 3                    | 4                    | 0                    |                      |                      |
| 2009-2010  | Blues de Saint-Louis       | LNH        | 79  | 24               | 33               | 57               | 18               | -                | -  | -                    | -                    | -                    |                      |                      |
| 2010-2011  | Blues de Saint-Louis       | LNH        | 58  | 20               | 30               | 50               | 26               | -                | -  | -                    | -                    | -                    |                      |                      |
| 2011-2012  | Blues de Saint-Louis       | LNH        | 25  | 10               | 12               | 22               | 2                | 9                | 5  | 5                    | 10                   | 8                    |                      |                      |
| 2012-2013  | Blues de Saint-Louis       | LNH        | 37  | 7                | 14               | 21               | 16               | 6                | 0  | 0                    | 0                    | 0                    |                      |                      |
| Totaux LNH | Totaux LNH                 | Totaux LNH | 685 | 182              | 307              | 489              | 280              | 56               | 18 | 19                   | 37                   | 28                   |                      |                      |